# مسکن ملی
مسکن ملی طرحی است که در سال‌های پایانی  دولت دوازدهم در دوران ریاست‌جمهوری حسن روحانی آغاز و در دولت سید ابراهیم رئیسی با نام "نهضت ملی مسکن" دنبال شد. این طرح ادامه طرح مسکن مهر دولت محمود احمدی‌نژاد است. برای کاهش قیمت مسکن دولت ج.ا.ایران طرح‌های ساخت و ساز خانه‌های واحد آپارتمان و ویلایی از طریق وام دهی، واگذاری زمین مجانی (قانون جوانی جمعیت) و معافیت مالیات شرکت‌های تعاونی‌های مسکن را اجرا می‌کند.
قانون جهش تولید مسکن ۱۴۰۰ ابلاغ شد وبه تصویب دولت و شورای نگهبان و شورای عالی مسکن رسید.
براساس طرح حمایتی مسکن، افراد و خانواده‌ها از طریق سایت ثمن درخواست تملک واحد و عقد قرارداد را انجام می‌دهند.
نرخ سود تسهیلات نهضت ملی مسکن ۱۸ درصد است.
تا خرداد ۱۴۰۲ میزان قراردادهای تسهیلاتی منعقده بانک مسکن معادل ۲۴۵ هزار و ۴۶۴ واحد مسکونی به مبلغ ۸۳ هزار و ۳۸۵ میلیارد تومان است.

## کلیات طرح
هر چند اطلاعات دقیقی از چگونگی اجرای این طرح در رسانه‌ها منتشر نشده‌است، اما طبق اعلام قرار است ۴۰۰ هزار واحد مسکونی برای اقشار ضعیف جامعه ایران در مدت 4 سال احداث گردد.
وزارت راه و شهرسازی دولت رئیسی قول تأمین مالی وتحویل ۴ میلیون مسکن را تا ۱۴۰۴ داده‌است.
بر اساس محدودیت‌های قانون پذیرش شوندگان باید از تاریخ ۲۲ بهمن ۱۳۵۷ از هیچ‌یک از امکانات دولتی یا امکانات نهادهای عمومی غیردولتی مربوط به تأمین مسکن شامل زمین، واحد مسکونی یا تسهیلات یارانه‌ای خرید یا ساخت واحد مسکونی استفاده نکرده باشند.
دولت تسهیلات را به شکل اوراق بهادار نیز عرضه می‌کند.
به گزارش وزیر راه و شهرسازی به این طرح ۳۱ هزار هکتار زمین اختصاص یافته‌است.

### طرح تشویقی و تسهیلات
عملکرد شبکه وام دهی بانک ها
| بانک عامل   | سهمیه تخصیصی سال اول و ۸ ماهه سال دوم (همت) | مجموع تسهیلات منعقده در حوزه مسکن در سال اول و ۸ ماهه سال دوم (همت) | درصد تحقق نسبت به سهمیه سال اول و ۸ ماهه سال دوم |
| مجموع       | ۶۶۵                                         | ۱۲۲٫۵                                                               | ۱۸٫۴                                             |
| مسکن        | ۱۱۷                                         | ۸۵٫۹                                                                | ۷۳٫۴                                             |
| ملی         | ۵۸٫۲                                        | ۲٫۲                                                                 | ۳٫۸                                              |
| ملت         | ۷۷٫۷                                        | ۹                                                                   | ۱۱٫۶                                             |
| تجارت       | ۷۳٫۵                                        | ۸٫۴                                                                 | ۱۱٫۵                                             |
| صادرات      | ۷۷٫۶                                        | ۴٫۴                                                                 | ۵٫۷                                              |
| سپه         | ۳۹                                          | ۵٫۹                                                                 | ۱۵٫۱                                             |
| کشاورزی     | ۱۰                                          | ۰٫۷                                                                 | ۷                                                |
| رفاه        | ۳۵٫۵                                        | ۲٫۲                                                                 | ۶٫۱                                              |
| سایر بانک‌ها | ۱۸۵٫۵                                       | ۳٫۸                                                                 | ۲٫۰۵                                             |

## دریافت مالیات
در دولت رئیسی و مجلس یازدهم در بهمن ۱۴۰۲ دولت در سال آینده از ساخت هر واحد مسکونی طرح مسکن ملی (که پیش‌تر تحت عنوان مسکن مهر شهرت داشت)، ۳۰۰ هزار تومان مالیات اخذ می‌کند. «مالکان خانه‌های بلااستفاده» بخصوص آنهایی که بیش از یک واحد مسکونی بیکار دارند و ملاک محسوب می‌شوند، در کشور از هر نوع مالیات معاف هستند اما «خانه ندارها» در قدم اول «خانه‌دار شدن» باید مالیات پرداخت کنند.